# Colias wiskotti
Colias wiskotti é uma borboleta da família Pieridae. Ela é encontrada no Turquestão, Uzbequistão, Afeganistão, Tadjiquistão, e Caxemira. O habitat natural desta borboleta localiza-se em montanhas xerófitas.
As larvas alimentam-se de Acantolimon, Oxytropis, e Onobrychis equidna.

## Subespécies
As seguintes subespécies são reconhecidas:
- C. w. wiskotti
- C. w. sagina Austaut, 1891
- C. w. separata Grum-Grshimailo, 1888
- C. w. aurea Kotzsch, 1937
- C. w. draconis Grum-Grshimailo, 1891
- C. w. sweadneri Cerrar & Shoumatoff, 1956